# ینی‌کند (نفت‌چاله)
ینی‌کند (به لاتین: Yenikənd) یک منطقه مسکونی در جمهوری آذربایجان است که در شهرستان نفت‌چاله واقع شده‌است. ینی‌کند ۹۹۷ نفر جمعیت دارد.